# Юзефув-над-Вислон
Юзефув-над-Вислон (пол. Józefów nad Wisłą; до конца 2003 года называлось Юзефув) — город в Люблинском воеводстве на реке Висле.

## История
Город Юзефув основал краковский каштелян Анджей Потоцкий на территории села Кольчин в 1687 году. Городу сразу же было предоставлено магдебургское право. Название города происходит от имени одного из сыновей Анджея — Юзефа Потоцкого.
Юзефов является местом нескольких военных сражений. Во время польского восстания 1830-31 годов у местечка Юзефув в бою с корпусом Серавского донцы и хопёрцы ложным отступлением заманили противника под огонь артиллерии. Затем полк Грекова № 5 и Хопёрский полк вместе с казанскими драгунами опрокинули польскую кавалерию, загнали неприятеля в Вислу, а затем, преследуя, изрубили два батальона пехоты и взяли 2000 пленных. Разбитые польские войска перешли границу Австрии и Пруссии и там сдались. Здесь отличился в бою Владимир Даль.
В 1900 году в Юзефове проживало 2 928 человек, были почта и телеграф.